# يوم غائم في البر الغربي
يوم غائم في البر الغربي هي رواية من تأليف الكاتب المصري محمد المنسي قنديل. صدرت الرواية لأوّل مرة عام 2009 عن دار الشروق المصرية. ودخلت في القائمة النهائية «القصيرة» للجائزة العالمية للرواية العربية لعام 2010، المعروفة باسم «جائزة بوكر العربية».

## حول الرواية
يتناول الروائي المصري «محمد المنسي قنديل» فترة الاكتشافات الأثرية والنضال الوطني في مصر، ويضمنها ملحمة فتاة تهرب بها والدتها من زوجها المغتصب، وتودعها ديرا في أسيوط بعد أن تغير اسمها وتدق على ذراعها الصغيرة صليبا. ثم يتداخل مصير الفتاة وقد أضحت مترجمة، مع مسيرة شخصيات تاريخية مثل هوارد كارتر واللورد كرومر وعبد الرحمن الرافعي. ويتداخل القص مع التوثيق في وصف الأمكنة والأزمنة.